# Schausinna affinis
Schausinna affinis är en fjärilsart som beskrevs av Aurivillius 1910. Schausinna affinis ingår i släktet Schausinna och familjen ädelspinnare. Inga underarter finns listade i Catalogue of Life.